# Nicola di Otranto
Nicola di Otranto chiamato Nettario dopo essere diventato monaco (Otranto, 1155/1160 circa – Casole, 9 febbraio 1235) è stato un monaco cristiano, filosofo e teologo italiano.

## Biografia
Sull'infanzia e sulla formazione di Nicola poco è noto: si ipotizza sia nato ad Otranto tra il 1155 e il 1160; non si sa dove abbia soggiornato e studiato, né chi siano stati i suoi maestri. La sua produzione, però, lascia immaginare una formazione filosofica e teologica molto solida. Fu insegnante di grammatica e letteratura greca (grammatikòs) presso il Monastero di San Nicola di Casole, vicino ad Otranto. Dello stesso monastero divenne abate tra la fine del 1219 e l'inizio del 1220.
Dotato di un'ottima conoscenza del latino e del greco (sua lingua materna), nonché dell'ebraico, prima del 1198 tradusse dal greco in latino la liturgia di Basilio ed altri testi liturgici per volontà del vescovo Guglielmo di Otranto. Le sue competenze linguistiche gli valsero inoltre degli incarichi diplomatici: fu interprete al seguito dei legati papali Benedetto, cardinale di Santa Susanna, e Pelagio Galvani, vescovo di Albano, nei loro viaggi in Oriente, rispettivamente nel 1205/07 e nel 1214/15. Fu inoltre a Nicea al seguito dell'imperatore Federico II di Svevia nel 1223/24.
Fu autore di scritti poetici, filosofici e teologici. Si conservano di lui:
- L'arte dello scalpello, una raccolta di testi geomantici ed astrologici;
- le traduzioni di testi liturgici;
- Dialogo contro i giudei;
- Tre monografie (syntagmata) contro i Latini su questioni dottrinali significative nella polemica fra cattolici ed ortodossi (quali la processione dello Spirito Santo o il pane azzimo);
- un'appendice ai tre Syntagmata;
- due lettere complete e frammenti di altre lettere;
- alcune poesie.